# Liste der höchsten Berge in Afrika
Dies ist eine Liste der höchsten Berge Afrikas über 4000 Meter Höhe über dem Meeresspiegel (Je nach Quelle variieren die Höhenangaben teilweise).
| Name des Berges                 | Höhe   | Gebirge                 | Staat                                 | Anmerkungen        |
| ------------------------------- | ------ | ----------------------- | ------------------------------------- | ------------------ |
| Kibo                            | 5895 m | Kilimandscharo          | Tansania                              | schlafender Vulkan |
| Batian                          | 5199 m | Mount-Kenya-Massiv      | Kenia                                 | Vulkan             |
| Mawenzi                         | 5148 m | Kilimandscharo          | Tansania                              | erloschener Vulkan |
| Mount Stanley (Margherita Peak) | 5109 m | Ruwenzori-Gebirge       | Demokratische Republik Kongo / Uganda |                    |
| Mount Speke (Gambaragara)       | 4890 m | Ruwenzori-Gebirge       | Uganda                                |                    |
| Mount Baker                     | 4844 m | Ruwenzori-Gebirge       | Uganda                                |                    |
| Mount Emin                      | 4798 m | Ruwenzori-Gebirge       | Demokratische Republik Kongo          |                    |
| Mount Gessi                     | 4715 m | Ruwenzori-Gebirge       | Demokratische Republik Kongo          |                    |
| Mount Luigi di Savoia           | 4627 m | Ruwenzori-Gebirge       | Uganda                                |                    |
| Okusoma                         | 4578 m | Ruwenzori-Gebirge       | Uganda                                |                    |
| Mount Meru                      | 4562 m | Einzelberg              | Tansania                              | schlafender Vulkan |
| Ras Daschän                     | 4533 m | Hochland von Abessinien | Äthiopien                             |                    |
| Layata                          | 4532 m | Hochland von Abessinien | Äthiopien                             |                    |
| Karisimbi                       | 4507 m | Virunga-Vulkane         | Ruanda                                | schlafender Vulkan |
| Berok Waha (Barotschwaha)       | 4504 m | Hochland von Abessinien | Äthiopien                             |                    |
| Abu Jared                       | 4483 m | Hochland von Abessinien | Äthiopien                             |                    |
| Mikeno                          | 4440 m | Virunga-Vulkane         | Demokratische Republik Kongo          |                    |
| Bwahit                          | 4430 m | Hochland von Abessinien | Äthiopien                             |                    |
| Talo                            | 4413 m | Hochland von Abessinien | Äthiopien                             |                    |
| Mount Portal Peaks              | 4391 m | Ruwenzori-Gebirge       | Uganda                                |                    |
| Mount Elgon                     | 4321 m | Einzelberg              | Uganda                                | erloschener Vulkan |
| Batu                            | 4307 m | Hochland von Abessinien | Äthiopien                             |                    |
| Kollo                           | 4300 m | Hochland von Abessinien | Äthiopien                             |                    |
| Guge                            | 4200 m | Hochland von Abessinien | Äthiopien                             |                    |
| Abune Yosef (Josephberg)        | 4190 m | Hochland von Abessinien | Äthiopien                             |                    |
| Kecha Terara (Kahka)            | 4190 m | Hochland von Abessinien | Äthiopien                             |                    |
| Jbel Toubkal                    | 4165 m | Hoher Atlas             | Marokko                               |                    |
| Choke Terara                    | 4154 m | Hochland von Abessinien | Äthiopien                             |                    |
| Birhan                          | 4154 m | Hochland von Abessinien | Äthiopien                             |                    |
| Baddaa                          | 4139 m | Hochland von Abessinien | Äthiopien                             |                    |
| Muhabura                        | 4127 m | Virunga-Vulkane         | Ruanda                                | Vulkan             |
| Guna Terara                     | 4120 m | Hochland von Abessinien | Äthiopien                             |                    |
| Kemi                            | 4100 m | Hochland von Abessinien | Äthiopien                             |                    |
| Fako                            | 4095 m | Kamerunberg-Massiv      | Kamerun                               | aktiver Vulkan     |
| Timesguida                      | 4089 m | Hoher Atlas             | Marokko                               |                    |
| Ras N'ouanoukrim                | 4083 m | Hoher Atlas             | Marokko                               |                    |
| Chillalo                        | 4071 m | Hochland von Abessinien | Äthiopien                             |                    |
| Jbel M’Goun                     | 4071 m | Hoher Atlas             | Marokko                               |                    |
| Toubkal Ouest                   | 4030 m | Hoher Atlas             | Marokko                               |                    |
| Akioud Buimras                  | 4010 m | Hoher Atlas             | Marokko                               |                    |
| Immuzer                         | 4010 m | Hoher Atlas             | Marokko                               |                    |
| Ol Donyo Lesatima               | 4001 m | Aberdare Range          | Kenia                                 |                    |
| Abuye Meda                      | 4000 m | Hochland von Abessinien | Äthiopien                             |                    |

## Höchste Berge ausgewählter afrikanischer Gebirge
| Name des Berges   | Höhe   | Gebirge              | Staat      | Anmerkungen                                   |
| ----------------- | ------ | -------------------- | ---------- | --------------------------------------------- |
| Pico de Teide     | 3715 m | Teneriffa            | Spanien    | schlafender Vulkan auf den Kanarischen Inseln |
| Loolmalasin       | 3648 m | Einzelberg           | Tansania   | erloschener Vulkan                            |
| Thabana Ntlenyana | 3482 m | Drakensberge         | Lesotho    |                                               |
| Emi Koussi        | 3415 m | Tibesti              | Tschad     | erloschener Vulkan                            |
| Kinyeti           | 3187 m | Immatong             | Sudan      |                                               |
| Marra             | 3088 m | Marra-Plateau        | Sudan      | erloschener Vulkan                            |
| Piton des Neiges  | 3069 m | Réunion              | Réunion    | erloschener Vulkan                            |
| Sapitwa           | 3002 m | Mulanje-Massiv       | Malawi     |                                               |
| Mtorwi            | 2961 m | Kipengere-Berge      | Tansania   | erloschener Vulkan                            |
| Tahat             | 2918 m | Ahaggar              | Algerien   |                                               |
| Maromokotro       | 2876 m | Tsaratanana-Massiv   | Madagaskar |                                               |
| Pico do Fogo      | 2829 m | Fogo                 | Kap Verde  | aktiver Vulkan                                |
| Mount Bamboulos   | 2710 m | Hochland von Adamaua | Kamerun    |                                               |